# Role (Rąbino)
Role (deutsch Röhlshof) ist ein Dorf (Ortsteil) in der polnischen Landgemeinde Rąbino (Groß Rambin) im Powiat Świdwiński der Woiwodschaft Westpommern. Es liegt 14 Kilometer nordöstlich der Kreisstadt Świdwin (Schivelbein) am westlichen Ufer der Mogilica (Muglitz).

## Geschichte
Im Jahr 1880 war Röhlshof (auch Gastgrund bzw. Rühlshof oder Röhshof genannt) ein Vorwerk von Arnhausen (heute polnisch Lipie) und gehörte bis 1945 zum Kreis Belgard. 1939 gab es im Dorf 58 Grundeigentümer bei 244 Einwohnern. Der Ortscharakter war der einer Streusiedlung, bei der viele Höfe weit entfernt vom Ortskern angesiedelt waren.
Röhlshof lag abseits von Durchgangsstraßen, jedoch nahe der Eisenbahnlinie Berlin–Stettin–Köslin–Danzig–Königsberg (Bahnstation: Nelep (Nielep)). Es gehörte zum Amts- und Standesamtsbezirk Arnhausen im Amtsgerichtsbereich Bad Polzin (Połczyn-Zdrój). Letzte Amtsträger vor 1945 waren die Gemeindebürgermeister Dettmann und Schumacher, Amtsvorsteher Karl Griep und Standesbeamte Walter Frank und Hans-Ulrich Pretzell.
Die Rote Armee besetzte den Ort Anfang März 1945, der infolge des Zweiten Weltkrieges zu Polen kam. Die deutsche Bevölkerung wurde vertrieben. Heute ist Role ein Ortsteil der Landgemeinde (gmina wiejska) Rąbino.

## Kirche
Röhlshof war in die Kirchengemeinde Arnhausen eingepfarrt, die im Verbund mit den Kirchengemeinden Langen (Łęgi), Retzin (Rzecino) und Zwirnitz (Świerznica) das Kirchspiel Arnhausen bildete. Somit gehörte der Ort zum Kirchenkreis Belgard der Kirchenprovinz Pommern in der Evangelischen Kirche der Altpreußischen Union. 1940 zählte das Kirchspiel 2140 Gemeindeglieder, hinzu kam noch die Kirchengemeinde Groß Rambin mit 1718 Gemeindegliedern. Letzter deutscher Pfarrer war Egbert Zieger.
Heute gehört Role zur Parochie Koszalin (Köslin) der Diözese Pommern-Großpolen mit Sitz in Sopot (Zoppot) der Polnischen Evangelisch-Augsburgischen Kirche (lutherisch). Kirchorte sind Białogard (Belgard) und Świdwin (Schivelbein).